# Moson (comitat)
Le comitat de Moson (en allemand : Wieselburg) est un ancien comitat du royaume de Hongrie, partagé aujourd'hui entre l'Autriche et la Hongrie. Il tire son nom de la ville de Moson, intégrée depuis dans la ville de Mosonmagyaróvár.
Ce comitat est l'un des plus anciens du royaume de Hongrie. Son premier chef-lieu était Moson, avant qu'il soit transféré à Magyaróvár au Moyen Âge (les deux villes ont été fusionnées en 1939).
Le traité de Trianon en détacha une petite portion près de Bratislava au profit de la nouveau-née Tchécoslovaquie et donna la partie occidentale à l'Autriche pour former le Burgenland. La partie orientale, qui était restée hongroise, forma, avec le comitat de Győr et une petite partie de celui de Pozsony, le comitat de Győr-Moson-Pozsony.
Après la Seconde Guerre mondiale, le comitat de Győr-Moson-Pozsony fusionna avec la comitat de Sopron  pour former le comitat de Győr-Sopron, qui prit le nom de Győr-Moson-Sopron au début des années 1990.